# 뼈 없는 고기
뼈 없는 고기는 뼈를 발라낸, 순살로만 된 고기이다.

## 소고기
뼈없는 소고기의 한 가지 단점은 조리를 하는 동안 뼈에서 우러나오는 풍미와 미네랄을 흡수시킬 기회가 없다는 것이다.

## 닭고기
뼈없는 닭고기는 보통 닭껍질이 없는데, 뼈를 제거하는 과정 중에 닭껍질은 제거되기 때문이다. 이러한 까닭에 더 건강한 것으로 간주되기도 한다. 닭껍질에는 더 많은 수분과 풍미가 있으므로 조리 중에 닭껍질이 닭의 건조를 막아주는 데 도움을 줄 수 있는데 닭껍질이 없는 뼈없는 닭고기는 이러한 도움을 받을 수 없다는 단점이 있다.

### 뼈없는 닭가슴살
뼈와 닭껍질이 없는 닭가슴살은 다목적으로 사용되며 쉽게 다룰 수 있다는 장점이 있다.

### 뼈없는 닭날개
뼈없는 닭날개는 실제로 날개가 아니며 일반적으로 닭가슴살에서 만들어지는데, 조리하기가 더 쉽지만 닭껍질, 뼈, 연골이 있는 실제 닭날개만큼 즙이 많지는 않다. 뼈없는 닭날개 생산자에게는 도매 닭가슴살을 더 값싸게 만들 수 있어서 이득이다.

## 같이 보기
- 정육점